# Catedral de Velletri

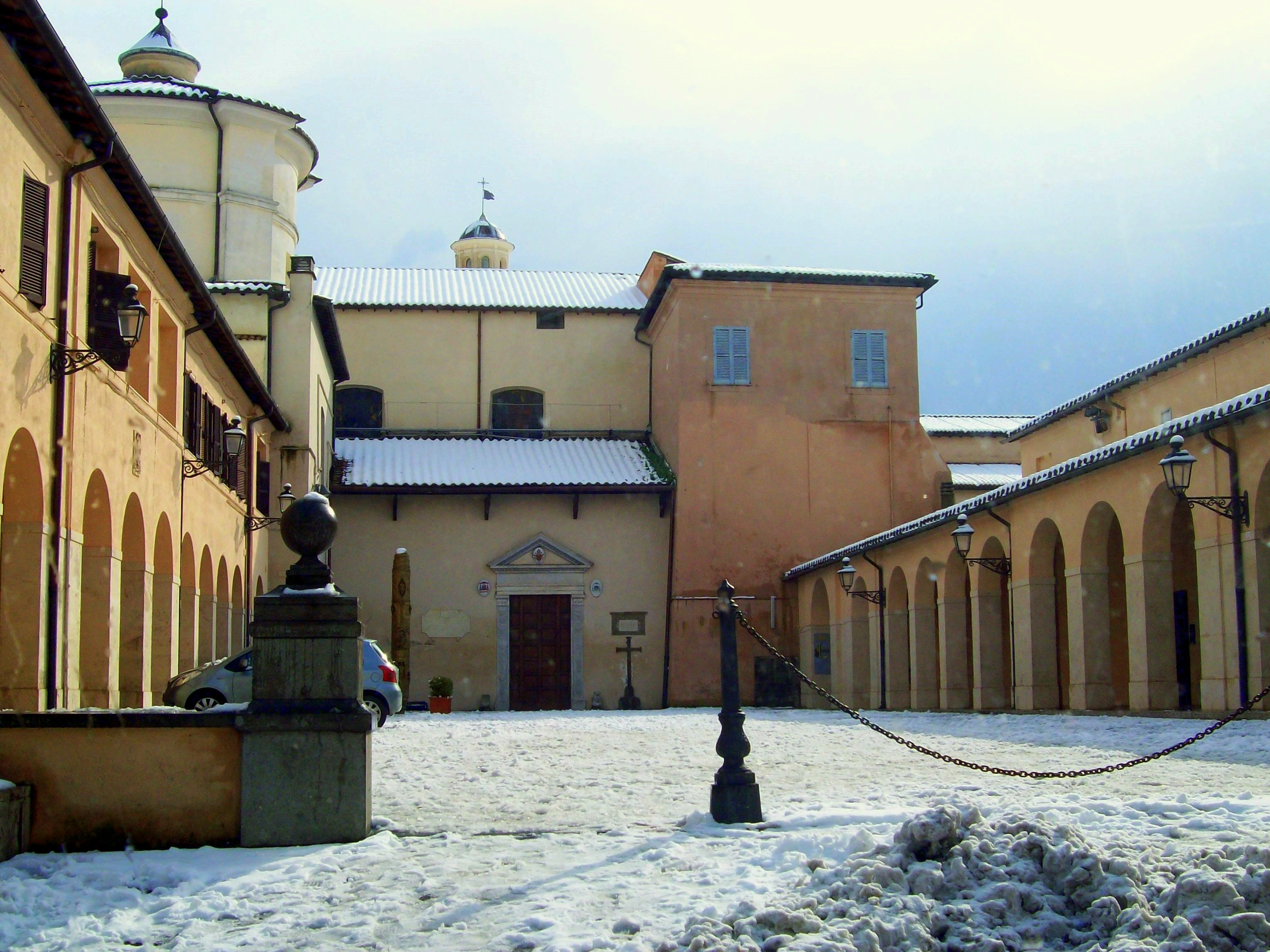
Catedral de Velletri

Catedral de Velletri (em italiano:  Duomo di Velletri; Cattedrale di San Clemente) é uma catedral católica romana em Velletri, na região de Lazio, Itália, dedicada a São Clemente, papa e mártir. É a sede episcopal da Diocese de Velletri-Segni.

## História
Uma igreja anterior no local datava do século IV, mas foi reconstruída em 1660. A cripta actual deriva da igreja anterior. A catedral contém um retábulo representando a Coroação da Virgem por Giovanni Balducci.